# Ching Siu-Tung
Ching Siu-Tung  (1953) is een regisseur uit Hongkong. Hij heeft ook gewerkt als acteur, scenarioschrijver, actiechoreograaf en producent, ook bekend als Tony Ching Siu-tung.
Zijn vader Ching Gong was een bekende regisseur bij de Shaw Brothers. Net als zijn collega's Sammo Hung Kam-Bo en Yuen Wo-Ping zat hij op de Peking Opera school.

## Films als acteur
Come Drink with Me (1966)

The Rats (1973)

Stoner (1974)

The Tournament (1974)

The Shaolin Boxer (1974)

The Tea House (1974)

Kidnap (1974)

Super Kung Fu Kid (1974)

Snake Shadow Lama Fist (1976)

Funny Children (1979)

Monkey Kung Fu (1979)

Secret Ninja, Roaring Tiger (1980)

The Master Strikes (1980)

Goodbye Hero (1990)

Twin Dragons (1992)

## Films als actiechoreograaf
The Tea House (1974)

Dangerous Encounter of the 1st Kind (1980)

The Master Strikes (1980)

The Sword (1980)

Return of the Deadly Blade (1981)

Twinkle Twinkle Little Star (1983)

Peking Opera Blues (1986)

Happy Ghost 3 (1986)

Nepal Affair (1986)

A Better Tomorrow II (1987)

A Chinese Ghost Story (1987)

I Love Maria (1988)

A Terra-Cotta Warrior (1989)

The Killer (1989)

Swordsman (1990)

A Chinese Ghost Story 2 (1990)

The Fun, The Luck and the Tycoon (1990)

A Chinese Ghost Story 3 (1991)

The Raid (1991)

Casino Raiders 2 (1991)

Son on the Run (1991)

Swordsman II (1992)

Lucky Encounter (1992)

Justice, My Foot! (1992)

New Dragon Gate Inn (1992)

Royal Tramp (1992)

Royal Tramp 2 (1992)

The Moon Warriors (1992)

The Heroic Trio (1993)

Executioners (1993)

Holy Weapon (1993)

The Mad Monk (1993)

Butterfly and Sword (1993)

Future Cops (1993)

Flying Dagger (1993)

Wonder Seven (1994)

A Chinese Odyssey Part 1 (1995)

A Chinese Odyssey Part 2 (1995)

Dr. Wai in "The Scripture with No Words" (1996)

Ah Kam (1996)

The Blacksheep Affair (1998)

The Duel (2000)

Shaolin Soccer (2001)

My School Mate, the Barbarian (2001)

Invincible (TV) (2001)

Naked Weapon (2002)

Hero (2002)

House of Flying Daggers (2004)

Curse of the Golden Flower (2006)

In the Name of the King: A Dungeon Siege Tale (2007)

## Films als regisseur
Duel to the Death (1983)

Nepal Affair (1986)

A Chinese Ghost Story (1987)

A Terra-Cotta Warrior (1989)

Swordsman (1990)

A Chinese Ghost Story 2 (1990)
 
A Chinese Ghost Story 3 (1991)

The Raid (1991)

Swordsman II (1992)

Swordsman III: The East Is Red (1993)

Wonder Seven (1994)

Dr. Wai in "The Scripture with No Words" (1996)

Conman in Tokyo (2000)

Naked Weapon (2002)

Belly of the Beast (2003)

## Films als schrijver
Duel to the Death (1983)

Wonder Seven (1994)

## Films als producent
Swordsman II (1992)

New Dragon Gate Inn (1992)

The Heroic Trio (1993)

Executioners (1993)

Swordsman III: The East Is Red (1993)

Flying Dagger (1993)

Wonder Seven (1994)

- Bibsys: 4087539
- Biblioteca Nacional de España: XX1287861
- Bibliothèque nationale de France: cb140874098 (data)
- Gemeinsame Normdatei: 138042799
- International Standard Name Identifier: 0000 0001 1075 5165
- Library of Congress Control Number: no2003031801
- Nationale Bibliotheek van Israël: 987007425541505171
- Nederlandse Thesaurus van Auteursnamen: 317862588
- SNAC: w6mw3ctt
- Système universitaire de documentation: 072028890
- Virtual International Authority File: 86193382
- WorldCat: E39PBJkD8qpKycmkvXp3kX9Yyd